# Casinaria nigripes
Casinaria nigripes là một loài tò vò trong họ Ichneumonidae.